# Ловець (Псковська область)
Ловець (рос. Ловец) — присілок в Невельському районі Псковської області Російської Федерації.
Населення становить 66 осіб. Входить до складу муніципального утворення Плиська волость.

## Історія
Від 2015 року входить до складу муніципального утворення Плиська волость.

## Населення
| 2001 | 2002 | 2010 |
| ---- | ---- | ---- |
| 117  | ↘102 | ↘66  |